# 伊恩·麦克米伦
伊恩·麦克米伦（英語：Ian McMillan，1931年3月18日—2024年2月16日），生于埃尔德里，苏格兰男子足球运动员。他曾代表苏格兰代表队参加1954年国际足联世界杯，结果队伍止步小组赛阶段。

## 榮譽

### 球员生涯
格拉斯哥流浪
- 欧洲杯赛冠军杯亚军：1960/61年度

### 个人榮譽
- 2018年名列苏格兰足球名人堂